# Notre-Dame-d’Elle
Notre-Dame-d’Elle ist eine Ortschaft und eine französische Commune déléguée in der Gemeinde Saint-Jean-d’Elle mit 181 Einwohnern (Stand 1. Januar 2022) im Département Manche in der Normandie. Die bis zum 1. Januar 2017 bestehende eigenständige Gemeinde und heutige Commune déléguée umfasste neben der Hauptsiedlung auch die Weiler Le Village ès Planquais, Le Douit d’Elle, Le Hameau Berruyer, Le Bois, Le Village les Roses, Le Chapitre, Village de la Mare, Ferme de l’Église, Les Boulots, Les Daguets, Maison Mado, Les Renards, Les Hauts Vents, Le Village Jeannette, Le Canivet und Joli Cœur. Sie gehörte zum Arrondissement Saint-Lô und war Mitglied des Gemeindeverbandes Saint-Lô Agglo. Notre-Dame-d’Elle wurde durch ein Dekret vom 26. November 2015 in die Commune nouvelle Saint-Jean-d’Elle integriert. Die Nachbarorte sind Bérigny im Norden, Saint-Germain-d’Elle im Osten, Rouxeville im Süden und Saint-Jean-des-Baisants im Westen.

## Bevölkerungsentwicklung

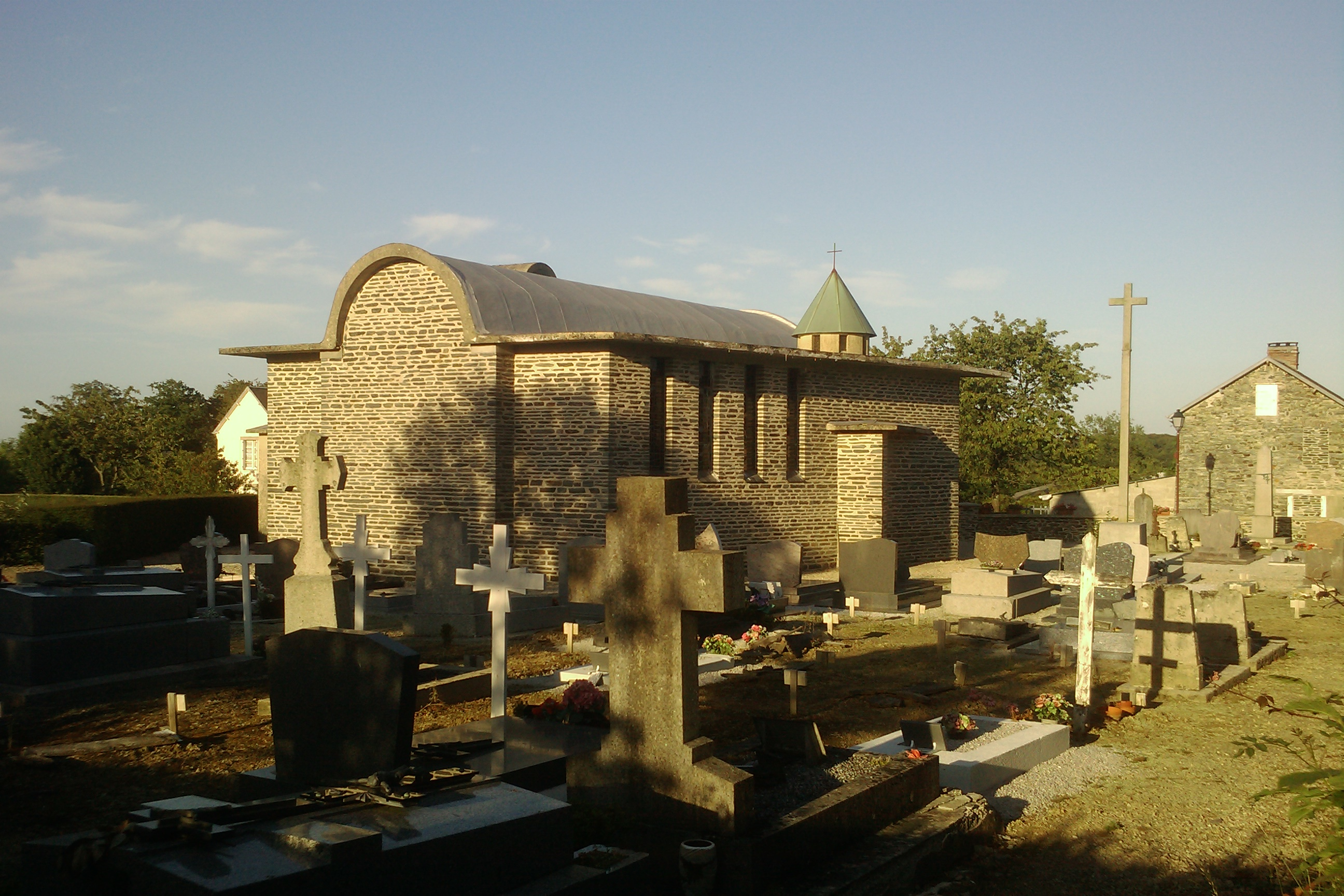
Kirche Mariä Himmelfahrt

| Jahr      | 1962 | 1968 | 1975 | 1982 | 1990 | 1999 | 2008 |
| --------- | ---- | ---- | ---- | ---- | ---- | ---- | ---- |
| Einwohner | 127  | 123  | 135  | 130  | 119  | 122  | 130  |